# Čalinec
Čalinec falu Horvátországban, Varasd megyében. Közigazgatásilag  Maruševechez tartozik.

## Fekvése
Varasdtól 12 km-re nyugatra, községközpontjától Maruševectől 1 km-re északra, a Zagorje hegyeinek keleti lábánál, a Drávamenti-síkság szélén enyhén dombos vidéken fekszik.

## Története
A maruševeci uradalom részeként évszázadokig a Vragovicsok voltak a birtokosai. 16. századi várkastélyát is ők építették. Miután 1716-ban Vragovics Ferenc Ádám fiú örökös nélkül halt meg, a birtokot Csernkovácsi Kristóf  zágrábi alispán és a báni testőrség kapitánya örökölte. Miután, ő már a következő évben, 1717-ben, Zrínynél elesett a török elleni harcokban, a Pásztory család tulajdonába került, ezután a Kanotayaké, majd a Patacsichoké lett. A Patacsichok 1817-ig voltak a tulajdonosai, amikor a család utolsó férfi tagja is meghalt. Ezután a Draskovichok, majd a Kereskényi család birtoka, végül 1883-ban Pongrátz Oszkár vásárolta meg Ferenc fia számára és kastélyát kényelmes kúriává építtette át.
A falunak 1857-ben 117, 1910-ben 303 lakosa volt. 1920-ig Varasd vármegye Ivaneci járásához tartozott. 
2001-ben 167 háza 579 lakosa volt.

## Nevezetességei
A Pongrátz család kúriáját a 16. században a Vragovics család várkastélyaként említik először. A 17. és 18. században bővítették. Tőlük a gróf Draskovics család örökölte. Ők Trakostyán felújítása miatt eladták a Kereskényieknek. Tőlük szerezte meg a Pongrátz család. Mai formáját a 19. század végén nyerte el, amikor Pongrátz Oszkár terasszal, erkélyekkel, faragott falépcsőkkel díszített kényelmes kúriává építtette át. A második világháború után egy ideig hadiárvákat gondoztak itt, majd 1955-ben községháza lett. Később lakásokat alakítottak ki benne, melyekben még mindig laknak, bár az épület egyre rosszabb állapotban van. Eredetileg 2,7 hektáros parkjából kevés maradt meg. A kastély mellett elvezető új út valósággal kettészelte, jelentős részét házakkal beépítették. A kastély mellett álló tiszafa az egyik legnagyobb Horvátországban.

## Külső hivatkozások
- A község hivatalos oldala
- A község információs portálja
- A Zagorje kastélyai